# Itasca County
Itasca County er et county i den amerikanske delstat Minnesota. Amtet ligger i den nordlige del af delstaten og grænser op til Koochiching County i nord, St. Louis County i øst, Aitkin County i syd, Cass County i sydvest og mod Beltrami County i vest.
Itasca Countys totale areal er 7 583 km² hvoraf 680 km² er vand. I 2000 havde amtet 43.992 indbyggere. Amtets administration ligger i byen Grand Rapids.
Amtet har fået sit navn efter søen Grand Rapids som i sin tid er opkaldt efter en kortform af det latinske veritas caput som refererer til kilden til floden Mississippi
I Amtet ligger det store Clay Boswell kraftværk, nær byen Cohasset.

## Demografi
Ifølge folketællingen fra 2000 boede der 355,904 personer i amtet. Der var 131,151 husstande med 94,035 familier. Befolkningstætheden var 625 personer pr. km². Befolkningens etniske sammensætning var som følger: 91.36% hvide, 2.27% afroamerikanere.
Der var 131,151 husstande, hvoraf 40.00% havde børn under 18 år boende. 59.20% var ægtepar, som boede sammen, 9.10% havde en enlig kvindelig forsøger som beboer, og 28.30% var ikke-familier. 21.70% af alle husstande bestod af enlige, og i 5.50% af tilfældende boede der en person som var 65 år eller ældre.
Gennemsnitsindkomsten for en hustand var $61,863 årligt, mens gennemsnitsindkomsten for en familie var på $71,062 årligt.